# 체 게바라
에르네스토 "체" 게바라(스페인어: Ernesto "Che" Guevara, /ˈtʃe ɣeˈβaɾa/, 1928년 6월 14일 ~ 1967년 10월 9일)는 아르헨티나 출신의 마르크스-레닌주의 혁명가이다. 의사로 성장한 그는 쿠바의 게릴라 지도자가 되었고 쿠바 혁명 이후 정치인, 외교관으로 활동하였다. 게릴라 활동에 대한 군사 이론을 만들기도 하였고 여러 저작을 펴낸 저술가이기도 하다. 볼리비아에서 군사 정권에 대항하는 게릴라 활동 중에 체포되어 사형되었다. 대중에게 체 게바라라는 이름으로 널리 알려졌으며 사후 여러 대중 문화에서 저항의 상징으로 다루어졌다. 체는 아르헨티나 스페인어에서 "어이" 또는 "이보게"하고 다른 사람을 부를 때 쓰는 말에서 왔다.
아르헨티나의 중산층 가정에서 태어난 에르네스토 게바라는 의과 대학시절 남아메리카를 두루 여행하면서 자신이 본 빈곤과 기아의 참상을 통해 급진적 사상을 지니게 되었다. 미국 중앙정보국이 개입하여 1954년 과테말라 쿠데타를 일으켜 하코보 아르벤스가 이끄는 과테말라 혁명을 좌절시키는 것을 보면서 게바라는 반자본주의 혁명을 통한 국가 전복이 남아메리카 문제를 해결할 방법이라고 생각하게 된다. 멕시코에서 피델 카스트로와 라울 카스트로 형제를 만난 게바라는 쿠바 혁명 조직인 7·26 운동에 합류하여 요트 그란마호를 타고 쿠바로 들어갔다. 게바라는 군의관으로서 게릴라 활동을 시작했으나 얼마 지나지 않아 부사령관이 되었다.
쿠바 혁명 이후 게바라는 새 정부의 핵심적 인물이 되었다. 그는 혁명 이후 정치 개혁의 실행자였고 혁명 정부의 초대 산업부 장관을 시작으로 토지 개혁, 중앙 은행의 설립, 쿠바 혁명군의 건군과 같은 일들을 주도하였다. 미국이 피그스만 침공을 일으키자 이에 대한 군사 대응을 지휘하였고 이 사건은 쿠바가 소련의 핵무기를 제공 받는 쿠바 미사일 위기를 불러오게 된다.

## 생애

### 유년기

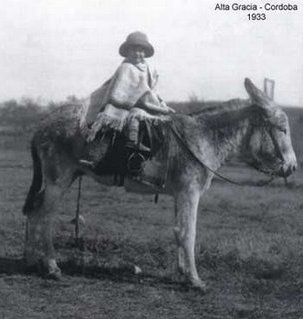
전통 가우초 복장을 하고 당나귀를 탄 5세 게바라, 1933년

1928년 6월 14일, 아르헨티나 로사리오의 바스크-아일랜드 혈통 관련 중산층 가정에서 5남매 중 장남으로 출생하였다. 그의 생년월일은 일반적으로 6월 14일로 기록되었으나, 이는 당시 보수적인 아르헨티나 사회에서 게바라의 부모가 혼전 임신을 숨기기 위한 조치였다. 결혼 이후의 정상적인 임신을 알리기 위하여 1개월 늦게 출생등록을 한 것이다. 아버지 에두아르 라파엘 에르네스토 게바라 린치와 무신론자였던 어머니 셀리아 데 라 세르나 Y 죠사는 사회주의자는 아니었으나 진보적인 사고를 갖고 있었다. 또한 1824년에 시몬 볼리바르, 안토니오 호세 데 수크레 등 라틴 아메리카 해방군과 아야쿠쵸에서 싸운 페루 부통령 호세 드 라셀나의 후예이고 경제적으로 풍족한 가정이었다.
미숙아로 태어난 체 게바라는 폐렴에 걸려 2살 때 심한 천식을 앓는다. 체 게바라의 부모님은 아들의 건강을 우선시해서 천식 치료에 좋은 환경을 찾아 몇 번이나 이사를 했다. 어렸을 때는 경련을 동반하는 천식 발작에 위기에 빠진 적도 많았으며, 그 때마다 산소 흡입기를 사용하여 회복을 해야 하는 상황이었다. 그러나 게바라는 럭비같은 격렬한 스포츠를 사랑했으며, 발작이 일어날 때에는 산소 흡입기를 사용하며 경기에 돌아오곤 하였다. 게바라의 중증 천식은 그를 평생 괴롭혔다.

### 대학 생활

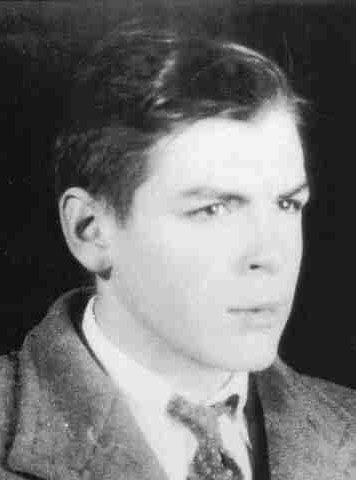
17세의 게바라, 1945년

부에노스아이레스 대학교에서 의학을 배웠다. 재학 중이던 1951년에 나이 많은 친구, 알베르토 그라나도와 함께 오토바이로 라틴아메리카를 돌아 방랑 여행을 경험하였다. 이 때 라틴아메리카의 각 나라들은 우익 쿠데타 정부가 들어서면서 비약적인 경제발전을 경험했지만, 빈부의 격차와 노동착취가 매우 심했으며, 부유층은 최상의 삶을 누리는 반면, 대다수의 사람들은 극도로 빈곤한 삶을 살아야했다. 이러한 상황을 견문하면서 아메리카 대륙에서 나타난 민중에 대한 억압과 착취의 현실에 대해 눈을 뜨게 되었으며, 마르크스주의에 공감을 하게 되었다 (이것은 《라틴아메리카 여행 기록》이라는 이름으로 출간되어 이것을 원작으로 한 영화 《모터사이클 다이어리》도 제작되었다). 이 여행을 계기로 게바라는 평범한 의사에서 혁명가로의 첫 의식 변화가 이루어졌다.
1952년에 볼리비아 인민운동에 참가하여 외국자본의 유치와 산업 민영화에 반대하였다. 1953년에는 부에노스아이레스 의학대학을 졸업한 후 25일만에 친구 카를로스 페레로와 함께 다시 라틴아메리카 방랑 여행을 떠난다.

### 청년기
후안 페론의 독재정권 하에 있던 아르헨티나를 떠나 당초 베네수엘라 구라나도를 방문할 예정이었지만, 볼리비아 혁명이 진행되는 볼리비아를 여행하면서, 그때까지 억압을 받아왔던 인디오가 해방되어 그 어느 때보다 자유로운 분위기가 감돌고 있는데 큰 충격을 받았다. 그 후 페루, 에콰도르, 파나마, 코스타리카, 니카라과, 온두라스, 엘살바도르를 여행하고 하코보 아르벤스 시대 포프리스모(사회주의로 보는 견해도 있다) 정권 하에 있는 과테말라에 도착했다.

#### 과테말라
과테말라에서 의사를 계속하다가 조국 페루에서 쫓겨나 과테말라에 망명하고 있던 여성운동가 《일다 가데아》와 만나 교감하여 사회주의에 급속히 눈을 뜨고, 그녀와 결혼한다.
1950년 10월의 선거로 성립된 과테말라 아루벤스 정부는, 스페인 식민 시대부터 지속된 구조화된 수탈과 오랜 독재 부패 정권에 의해 유린된 사회의 개혁을 진행하고 있었다. 미국기업(유나이티드 프루츠사)의 착취에서 경제적 독립을 달성하고, 과테말라의 농업 자본주의 경제 확립을 위해 마야계 인디오의 복권을 시도하였다. 그때까지 착취만 당하였던 소작농에 대한 농지 분배 등 과테말라 혁명이라 불릴 정도의 급진적인 개혁을 진행하고 있었다. 그러나 아루벤스 정권이 유나이티드 프루츠 사의 사유지에 손을 쓰면서 미국 정부는 과테말라를 맹비난 하였다. 게바라는 이 정부의 활동을 "라틴 아메리카에서 가장 자유롭고 민주적인 나라" 라고 평했다. 그러나 군부의 배신으로 CIA가 밀어준 반정부 세력 '까스띠요 아르마스'에 의해 아루벤스 정부가 전복되면서 (PBSUCCESS 전략), 민주 선거로 선출된 과테말라 정통 혁명 정권은 붕괴되었다. 이 사건이 직접적인 계기가 되어 게바라는 무력에 의한 라틴 아메리카 혁명을 진심으로 지향하게 됐다.

### 멕시코망명
그 후 새로 집권한 아르마스 정권에 의해 게바라의 암살령이 내려졌기 때문에, 아내 가데와 함께 실망과 분노를 안고 멕시코로 망명하였다. 1955년 7월 이곳에 망명 중인 반체제 쿠바 지도자 피델 카스트로와 만난다. 7월 26일 쿠바 풀헨시오 바티스타 독재 정권 타도를 목표로 동료들을 인솔하고 있는 피델 카스트로에 깊이 공감하게 되었다. 게바라는 이때, 하룻밤 사이에 반 바티스타 무장 게릴라 투쟁에 참여를 결심했다고 한다. 이렇게 스페인 내전의 공화파의 생존자였던 알베르트 바요 중령에 의한 본격적인 군사 훈련을 받고, 쿠바 상륙 준비를 진행하고 있었다.

### 쿠바 혁명가

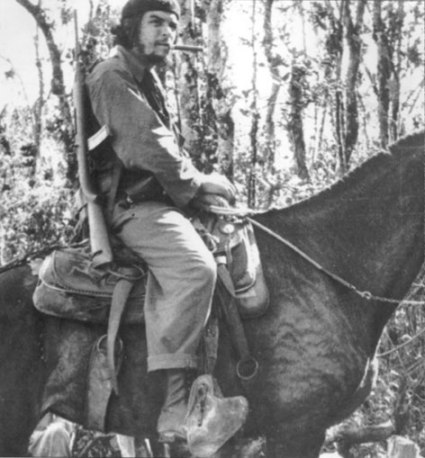
말을 탄 게바라, 1958년 11월

그는 아내와 딸 이루디다를 멕시코에 남겨두고 혼자 쿠바로 향한다.
1956년 11월 25일, 피델 카스트로를 게릴라 지도자로 하여 총 82명이 8인승 레저 보트 "데셈바르코(그란마)"에 탑승하였다. 그러나 너무 많은 인원이 타서 위생 등의 환경이 열악하였다. 또한 눈에 띄지 않기 위해, 폭풍 속에 출발했기 때문에 7일 후 12월 쿠바에 도착했을 때 많이 지쳤고, 사기도 떨어져 있었다. 혁명군의 상륙 계획을 피델 카스트로가 미리 발표하였기 때문에 그 내용이 쿠바 정부에 유출되어 반란군은 도착 직후부터 정부군의 습격을 받아 괴멸 상태가 되었다. 결국 살아서 도착할 수 있었던 사람은 82명 중 게바라, 피델 카스트로, 라울 카스트로, 카밀로 시엔푸에고스, 루이스 크레스포, 호세 모얀, 훌리오 디아즈, 카리스트 가르시아, 카를로스 베르데무스 등 12명뿐이었다. (생존자가 17명이라는 설도 있다.)
당시 피델 카스트로는 혁명에 실패하여 감옥살이를 했었는데, 재판 당시 피델 카스트로는 판사 앞에서 〈역사가 나중에 나를 다시 평가할 것〉이라는 유명한 말을 한다. 체 게바라 등의 동지들의 참여로 다시한번 혁명에 도전하여 친미, 친서방 성향의 풀헨시오 바티스타 독재정권을 붕괴시킨다.
상륙 후, 혁명군은 시에라 마에스트라 산맥에 잠복하여, 산골 마을을 전전하면서 군 재건을 도모했다. 이후 쿠바 국내에서 활동하던 반정부 세력과 합류에 성공하여 반군 세력은 점차 강화되어 갔다. 당초 부대에서 게바라의 역할은 군의관이었지만, 혁명군의 정치 방송을 하는 라디오 방송국(라디오 레베르데)을 설립하는 등 정부군과 전투에서 그 인내심과 성실, 상황 분석, 냉정한 판단력, 사람의 마음을 사로잡는 뛰어난 재능을 유감없이 발휘하여 점차 반군 지도자의 한 사람으로 인정받게 되었다. 도착 1년 후 병력 증가에 따른 부대 개편 시, 카밀로와 라울 등을 그대로 두어, 피델 카스트로부터 제 2군(이름은 제 4군) '코만단테'(사령관, 지휘관 아래에 분대와 분대를 지휘하는 "대장"이 있다)에 임명되어 지휘권과 소령의 계급을 받아 카스트로에 이어 명실상부한 혁명군 이인자가 되었다.
1958년 12월 29일에 제 2군을 이끌고 쿠바 제 2의 도시 산타클라라에 돌입한다. 많은 시민의 가세로 적들을 제압하고 수도 아바나로 가는 길을 열었다. 1959년 1월 1일 오전 2시 10분 후 풀헨시오 바티스타가 도미니카 공화국에 망명하자, 1월 8일 피델 카스트로가 아바나에 입성하여, 쿠바 혁명이 달성되었다. 게바라는 혁명적인 업적과 헌신적인 작업으로 쿠바 시민권을 부여받아 쿠바 새 정부의 각료가 되기에 이르렀다.

### 일본방문
1959년 7월 15일, 31세의 게바라는 쿠바의 통상사절단을 인솔하여 일본을 방문하였다. 당시 일본에서의 지명도는 낮아 『아사히신문』이 「카스트로・콧수염」라고 야유와 같이 보도한 것뿐으로, 타사는 무시하였다. 7월 23일에는 오전 중에 아이치현의 토요타 자동차공장의 트럭과 지프형 4륜구동차의 제조라인을 견학, 오후에는 신미쯔비시 중공의 비행기 제작장을 방문하였다. 24일에는 쿠보타철공사카이공장에서 농업기계의 제작을 견학하고 실제로 농업기계를 시승해 본 뒤, 마루베니, 카네보를 돌아보고 저녁에 오사카 상공회의소 주최의 파티에 출석하였다. 이 밖에도 게바라는 통상을 위하여 도쿄도 내의 제국호텔에서 이케다 하야토 통상상과 15분간 면담을 하고, 소니의 트랜지스터 연구소와 영화촬영소, 비료공장 등을 돌아보았다.
7월 24일의 오사카에 숙박했을 때, 히로시마가 오사카에서 멀지 않다는 것을 알고, 다음날 코베의 카와사키 조선소를 시찰한 후에 예정을 변경하여 오마르 페르난데스대위와마리오 아르스가라이 주일대사를 동반하여 전일본공수기로 이와쿠니공항으로 날아갔다. 히로시마현 직원안내를 받아, 히로시마 평화기념공원 내의 원폭 희생자 위령비에 헌화하고, 원폭자료관과 원폭병원을 방문하는 외에, 히로시마 현청을 내방하여 당시의 히로시마 현지사였던 오하라 히로오와 회담하였다.。딸 알레이다 게바라도 2008년 5월에 원폭희생자 위령비에 방문하였다.。
한편, 게바라의 히로시마행에 대하여는, 「시내의 호텔에서 섬유업자와 만날 예정이었으나, 숙소를 몰래 빠져나와 야간열차로 히로시마에 갔다」는 설도 있다. 그러나 이 설을 뒷받침할 증거는 오마르 페르난데스의 주장 이외에는 없고, 당시의 통역이었던 히로시마현 외사과의 미구치 켄조가 비행기로의 공식내방을 말하고 있는 것 외에, 1972년 시점에서 히로시마현 총무과에는 당시의 기록도 남아있다. 일본어를 전혀 모르는 세 사람이 몰래 빠져나가 야간열차를 탄다는 것의 부자연스러움, 무단으로 빠져나왔을 경우의 일본측의 반응에 대하여 언급이 없는 점, 카스트로가 일시적으로 수상을 해임하는 쿠바 본국의 정치적 혼란 속에서 사절단 대표인 게바라가 방문국인 일본정부와 상공단체에 대하여 그러한 배려없는 행동을 할 것이라고는 생각할 수 없는 점, 또한 야간열차로 빠져나왔음에도 히로시마에서 현청직원이 기다리고 있었던 것은 자연스럽지 못하여, 페르난데스의 기억이 틀리거나 혹은 각색일 가능성이 높다고 생각된다.。
이 때, 『츄고쿠신문』의 기자였던 하야시 리쯔오가 단독취재하였다. 그 때 게바라는 「왜 일본인은 미국에 대하여 원폭투하의 책임을 묻지 않는가」하고 물었다고 한다. 게바라가 히로시마의 상황을 쿠바에 전한 이후, 쿠바에서는 현재에도 초등교육에서 히로시마와 나가사키에의 원폭투하를 가르치고 있다.
일본각지를 시찰한 후, 27일에 일본을 떠나 인도네시아, 파키스탄, 수단, 유고슬라비아, 가나, 모로코를 방문하고 9월 8일에 하바나로 돌아갔다. 이듬해에는 일본과 쿠바의 통상협정이 체결되고, 현재까지도 지속 중이다.

### 정치인

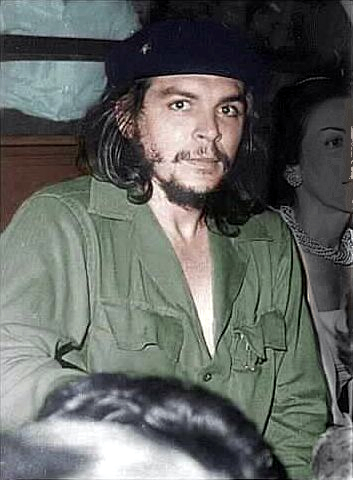
체 게바라, 1959년 1월 2일

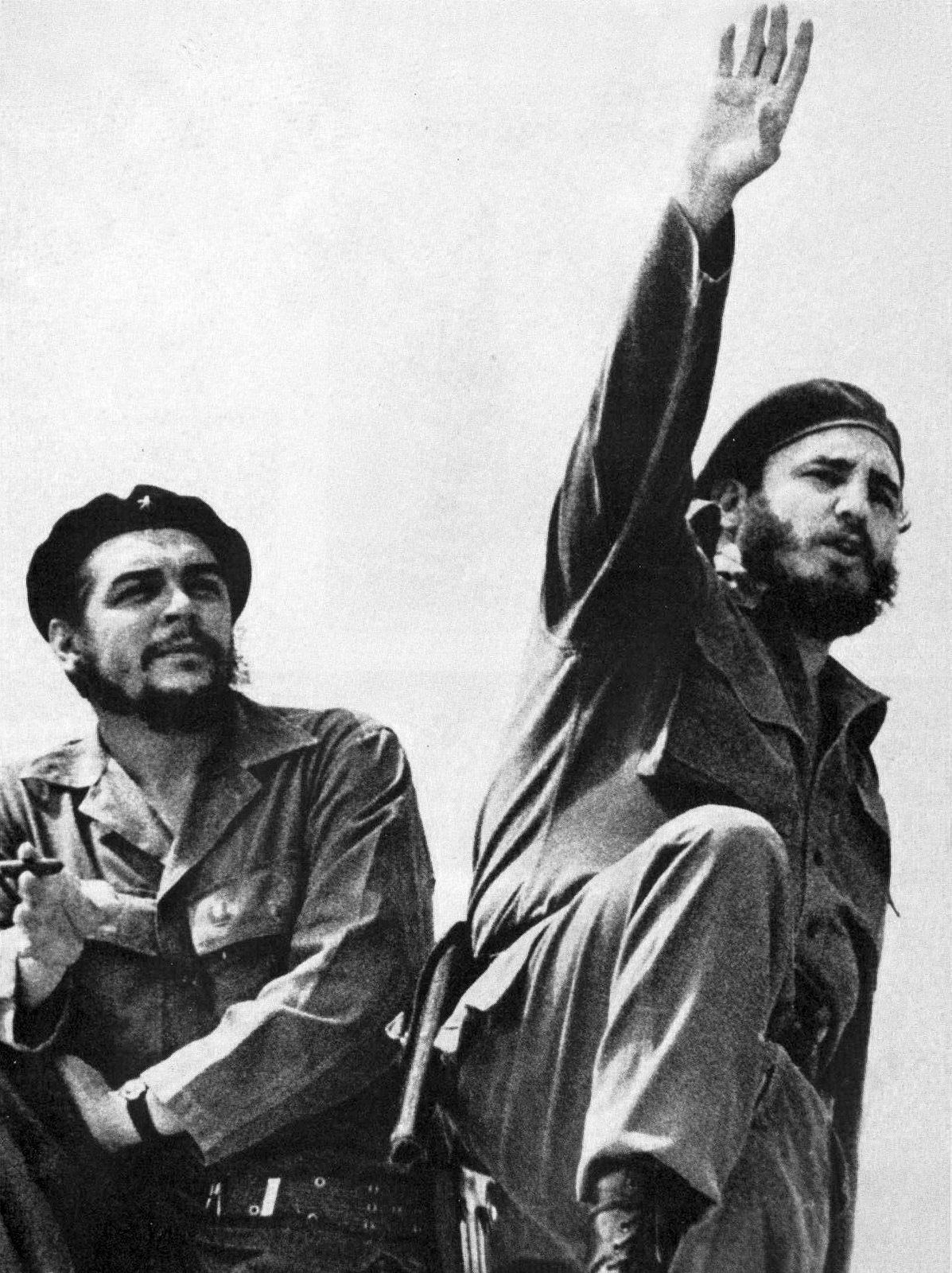
체 게바라(왼쪽)와 피델 카스트로 (1961년)

그는 쿠바 혁명 승리 후 쿠바 공산당과 쿠바 혁명정부의 중요직책에 있으면서 쿠바 혁명에서 얻은 혁명적인 성과들을 지키며 혁명을 더욱 전진시키기 위하여 정력적인 노력을 기울였다. 한편 체 게바라는 사형제도를 부활시켜 친서방 또는 반혁명세력 약 14,000명을 처형하였다. 쿠바혁명 승리 후 얼마간 아바나의 라 까바니아 요새수비대 사령관으로 있다가 산업성장을 조종하는 책임자로 있었으며 동시에 쿠바의 토지개혁에도 적극적으로 참가하였다. 1959년 11월∼1961년 2월에 쿠바국립은행총재, 1961년 2월부터 쿠바산업상도 함께 겸하였으며 1962년에 쿠바통일혁명조직 전국지도부 및 비서국에서 일하여 '쿠바의 두뇌'라 일컬어졌다.

### 사망
그는 쿠바에서 많은 일들을 했음에도 안주하지 않고 새로운 일을 찾아 떠났다. 1965년 4월, "쿠바에서는 모든 일이 끝났다"라는 편지를 남기고 행방이 묘연해졌다. 이 때 쿠바를 벗어나 볼리비아로 투쟁무대를 옮겨 바리엔토스 정권을 상대로 게릴라전을 벌였으나, 1967년 10월 9일 미국이 가세한 볼리비아 정부군에게 잡혀 총살당했다. 그의 나이는 39세였다. 총살 후 그의 시체는 볼리비아 정권에 의해 언론에 공개되었으나, 체 게바라를 하찮은 인간으로 보이게 하려는 의도와 달리, 그의 모습이 예수와 비교되면서 다시 많은 이들의 추앙을 받게 되었다. 그의 시신은 30년후 볼리비아 안데스에서 발굴되어 그가 혁명가로 활동했던 쿠바에 안장되었다.

## 평가
체 게바라는 사후에 전 세계적으로 '체 게바라 열풍'을 일으킬 정도로 인기를 끌었다. 아르헨티나 의사의 자리를 버리고 전 아메리카의 쿠데타 정부를 타도하기 위해 혁명에 뛰어들었으며, 쿠바에서 최고의 자리에 오르고도 이를 박차고 또 다른 혁명을 위해 헌신하는 숭고한 모습이 사람들을 감동시켰기 때문이다.
하지만 체 게바라가 쿠바, 콩고, 볼리비아에서 벌인 일련의 혁명과정에서 반혁명 세력과 수많은 농민들의 피해를 가져왔다는 비판이 제기되기도 한다. 당시 쿠바에 살았던 사람들이 체 게바라를 ‘아바나 백작’이라고 부르기도 했다는 주장도 있다.

## 일화
- 1956년 12월, 그랜마호가 쿠바에 상륙한 직후, 알그리아 데 비오에서 정부군으로부터 돌연 집중포화를 받은 탓에 게릴라부대의 동지들이 사탕수수밭으로 도망가려 할 때, 동지 하나가 게바라의 발 밑에 가득 차 있는 탄약상자를 두고 달아나버렸다. 또 하나 그의 눈 앞에는 의약품이 가득찬 배낭이 있었으나, 탄약상자와 의약품 양쪽을 짊어지는 것은 너무 무겁다고 생각되었다. 
 그 역시 사탕수수밭으로 도망가려할 때, 「의사로서 천직과 혁명전사로서의 의무 어느 쪽을 선택할 것인지 딜레마에 직면한 순간이었다.」[19], 결국 탄약상자만을 손에 들고 달려갔다.
- 국립은행총재로 취임한 후, 그때까지 풀 네임으로 하는 것이 관례였던 지폐에의 사인에 「체」라고만 기입했다. 화폐에 부정적인 생각에서 한 행동이라고 보인다. 또, 금융에 관해 문외한이었던 게바라의 총재취임을 의아하게 생각한 사람들이 다음과 같은 농담을 속닥거렸다. 
「신정부의 각료를 결정할 때, 카스트로가 「누구 에코노미스타（경제통）은 없나？」라고 물었다. 연일 격무로 피로하고 깜빡 졸고 있던 게바라가 이것을 「코무니스타（공산주의자）」로 잘못 듣고 얼른 손을 들어 그의 국립은행 총재취임이 결정되었다.」
실제로는 이러한 사실은 없었으나, 정식으로 취임발표가 나자 소규모이지만 예금을 인출하는 소동이 있는 등, 금융불안이 확대되었다.
- 현재 쿠바의 3페소 지폐에서 그의 초상을 볼 수 있다.
- 일반인을 뛰어넘는 대담한 발상과 행동력으로 알려져 있으나 쿠바 상륙직후에 동지의 절반 이상이 사망, 체포되었음에도 불구하고 「우리들은 『17명이나』 살아남았다. 이로써 바티스타 자식의 생명은 끝난 것과 마찬가지다!」하고 자신만만하게 말하며 기세가 죽은 카스트로를 보고, 슬픔에 빠진 나머지 미친 것이 아닌가 하고 진심으로 걱정했다. 그러나 그 후, 정보의 중요성에 주목한 카스트로의 전략안과, 게바라의 「포로는 죽이지 않는다」는 방침이 힘을 발휘하여 혁명에 성공했다.
- 볼리비아의 게릴라 기지에 들어갈 때, 토요타의 지프형 4륜 구동차에 타고 있었다.(일본방문 참조)
- 게바라를 처형한 병사 마리오 테란 살라사르(1942 ~ 2022)는 후년, 눈 치료를 위해 제3세계에서 가장 고도의 의료를 무상으로 받을 수 있는 쿠바를 찾았으나, 쿠바정부는 특별히 문제삼지 않고, 그는 무사히 치료를 받을 수 있었다. 마리오 테란 살라사르는 평생 병사로 복무한 사람이며 체 게바라를 처형할 때 계급은 병장이었다. 이후 30년 동안 더 복무하고 준위로 제대했다.
- 굉장히 아이러니한 것은 그가 천식 환자였기 때문에 평생 산소호흡기를 휴대하고 다녔는데 그럼에도 불구하고 엄청난 골초였다.
- 그는 자신이 처형당할 때 12,000달러의 현금과 롤렉스 손목시계를 지참하고 있었다. 현금은 혁명을 위한 군자금이였으며 롤렉스 손목시계는 그 시계가 정확도 높은 시계였기 때문에 게릴라 전투에 도움이 될 것이라고 판단하여 소유하고 있었다.
- 3 쿠바 페소 지폐의 인물이 체 게바라이다.

## 어록
- 바보같다고 생각될 지 모르나, 진짜 혁명가는 위대한 사랑에 의해 인도된다. 인간에의 사랑, 정의에의 사랑, 진실에의 사랑, 사랑이 없는 진짜 혁명가를 상상하기는 불가능하다.（UN총회 출석을 위해 뉴욕 체재 중, 인터뷰에서의 질문 “혁명가에게 가장 중요한 것은?”에 대답하며）
- 조국인가 죽음인가！（ 7월 26일 운동의 표어이며 게바라의 유명한 어록이다.）
- 술은 좋아하지 않으며, 담배를 피운다. 여자를 좋아하지 않을 것이라면 남자이기를 포기한다. 그렇다고 해서, 혹은 어떤 이유라 할지라도 혁명가로서 임무를 다할 수 없다면, 나는 혁명가를 관두겠다.
- 세상 어딘가에서 누군가가 고통당하고 있는 부정(不正)을 마음 깊숙한 곳에서 진심으로 슬퍼할 수 있는 인간이 되거라. 그것이야말로 혁명가로서 가장 아름다운 자질이므로（5명의 자식들에게 남긴 편지의 일부. 쿠바를 떠나 볼리비아로 향할 즈음, 자신의 죽음을 예감하며）
- 만약 우리들에게 공상가 같다고 한다면, 구제할 방법없는 이상주의자라고 한다면, 불가능한 일을 생각한다고 한다면, 몇천 번이라도 대답해 주지. [바로 그렇다!]

## 저서 및 관련 매체

짐 피츠(Jim Fitzpatrick)의 체게바라 초상화

- 《Che의 일기》, 거리문학제, 1997
- 《라틴 여행 일기》, 이후, 2000
- 《체 게바라 평전》, 실천문학사, 2000
- 《먼 저편》, 문화산책, 2002
- 《모터사이클 다이어리》, 황매, 2005
- 《체 게바라 자서전》, 황매, 2005
- 《체 게바라의 홀쭉한 배낭》, 실천문학사, 2008
- 《체 게바라 혁명적 인간》, 플래닛, 2010
- 《게릴라전》, 약자가 강자에 맞서는 방법, 남진희 옮김, 걷는책, 2022

### 모터사이클 다이어리
게바라는 1950년대 공부를 마치기 전에 오토바이 여행을 하였다. 이 여행은 억압받고 가난한 그리고 한센병으로 고통받는 인디오들과 볼리비아 민중들의 아픔을 이해하는 기회였다. 당시 체 게바라의 기록은 1996년 《라틴아메리카 여행 기록》(Notas de viaje por América Latina)이라는 이름으로 출간되었고, 《모터사이클 다이어리》(Diario de motocicleta)라는 영화로 제작되어 2004년에 개봉하였다.

## 같이 보기
- 알베르토 바요
- 피델 카스트로
- 라울 카스트로
- 카밀로 시엔푸에고스
- 7월 26일 운동
- 쿠바 혁명
- 게바라주의
- 포코 이론

## 참고 문헌
- Time Magazine cover story (8 August 1960). "Castro's Brain".
- Anderson, Jon Lee (1997). 《Che Guevara : a revolutionary life》 (영어) 1판. New York: Grove Pr. ISBN 0-8021-1600-0.
- Taibo II, Paco Ignacio (1999). 《Guevara, Also Known as Che》. St Martin's Griffin. 2nd edition. ISBN 0-312-20652-6.
- Casey, Michael (2009). 《Che's Afterlife: The Legacy of an Image》. Vintage. ISBN 978-0-307-27930-9.
- Kellner, Douglas (1989). 《Ernesto "Che" Guevara (World Leaders Past & Present)》. Chelsea House Publishers (Library Binding edition). 112쪽. ISBN 1-55546-835-7.